# Tatsuya Ishikawa
Tatsuya Ishikawa (石川 竜也 Ishikawa Tatsuya?), född 25 december 1979, är en japansk tidigare fotbollsspelare.
I april 1999 blev han uttagen i Japans trupp till U20-världsmästerskapet 1999.